# 罗多姆
罗多姆（法語：Rodome，法語發音：[ʁɔdɔm] ⓘ）是法国奥德省的一个市镇，属于利穆区。

## 地理
罗多姆（42°47'55"N, 2°4'12"E）面积11.77 平方千米，位于法国奧克西塔尼大區奥德省，该省份为法国南部沿海省份，北起塔恩省，西北接上加龙省，西接阿列日省，南至东比利牛斯省，东临地中海，东北与埃罗省接壤。
与罗多姆接壤的市镇（或旧市镇、城区）包括：欧纳特、雷邦蒂河畔贝尔福尔、康帕尼亚德索、丰塔内斯德索、加利纳格、茹库、马聚比。

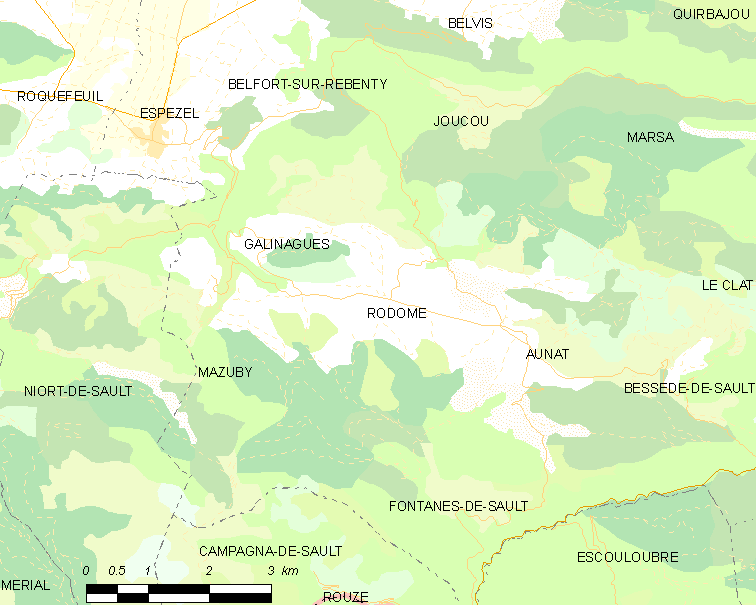
罗多姆的OSM定位图

罗多姆的时区为UTC+01:00、UTC+02:00（夏令时）。

## 行政
罗多姆的邮政编码为11140，INSEE市镇编码为11317。

## 政治
罗多姆所属的省级选区为上奥德河谷县。

## 人口

1962-2008年间罗多姆人口变化图示

罗多姆于2022年1月1日时的人口数量为99人。